# دهستان امامزاده عبدالله جنوبی
دهستان امامزاده عبدالله جنوبی یکی از دهستان‌های شهرستان فریدون‌کنار در استان مازندران ایران است. این دهستان در بخش دهفری قرار دارد و براساس سرشماری مرکز آمار ایران در سال ۱۳۹۰، جمعیت آن ۶۵۶۶ نفر (در ۲۰۳۱ خانوار) بوده‌است.